# Eunausibius wheeleri
Eunausibius wheeleri là một loài bọ cánh cứng trong họ Silvanidae. Loài này được Schwarz & Barber miêu tả khoa học năm 1921.